# Bhaktivedanta Book Trust
Bhaktivedanta Book Trust (BBT) je ustanovil A. C. Bhaktivedanta Swami Prabhupada leta 1972. Bhaktivedanta Book Trust je največja založba starodavne in sodobne vajšnavske literature, epov, sodobnih filozofskih, teoloških in kulturnih del. BBT-jeve izdaje vključujejo izvorna svetna besedila, prevedena v 57 jezikov in knjige, ki ta besedila razlagajo. BBT publicira tudi avdio kasete, CD-je, video materiale in multimedijske prezentacije.
BBT izdaja knjige kot so: Bhagavad-gita, Šrimad Bhagavatam, Isopanisad, Narada-bhakti-sutra, Šri Čaitanya-čaritamrita ter številne druge knjige.